# Текман
Текма́н (тур. Tekman) — город и район в провинции Эрзурум (Турция).

## История
В 1946 году поселение получило статус района.

## География
Большинство территории района составляют плато и пастбища. На северо-западе района расположена гора Паландокен, на севере — горы Каргапазары, на востоке — горы Бингол.
На территории района берёт начало река Аракс.
Климат континентальный. Лето холодное, прохладное. Зима продолжительная, до 7—8 месяцев.